# Chiesa dei Santi Nazario e Celso (Urgnano)
La chiesa prepositurale dei Santi Nazario e Celso è la parrocchiale di Urgnano, in provincia e diocesi di Bergamo; fa parte del vicariato di Spirano-Verdello.

## Storia

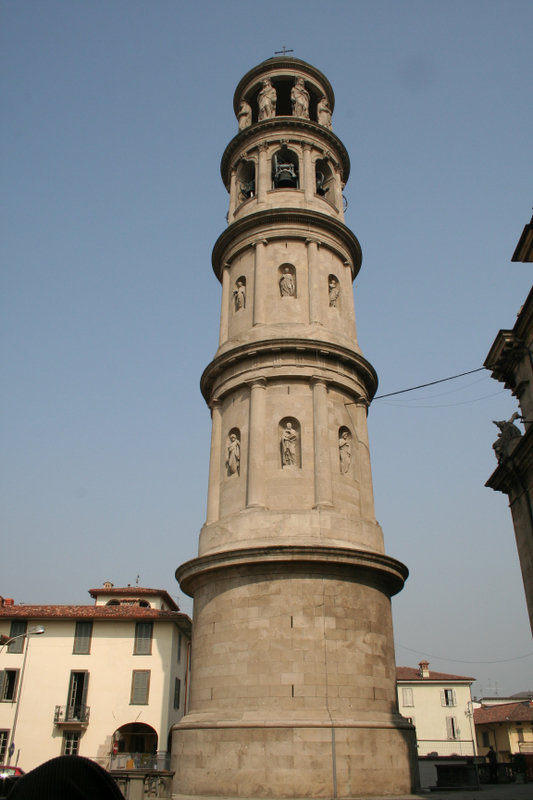
Il caratteristico campanile

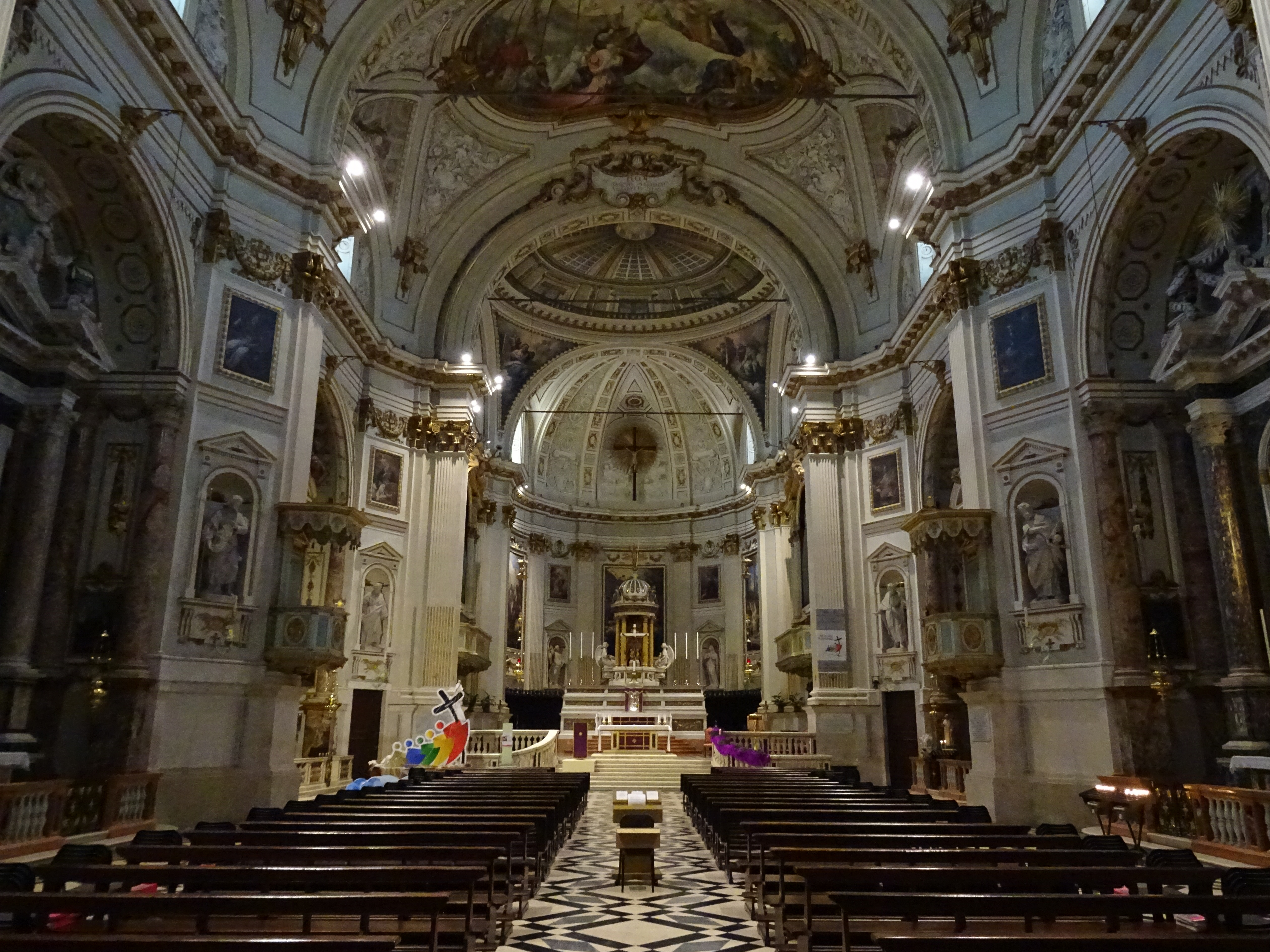
Interno

La prima citazione di una chiesa a Urgnano, menzionata con il solo titolo di San Nazario, risale al 1016. La chiesa fu edificata nella parte più antica e fortificata della cittadina detta il Castello. In un documento del 1360, però, l'edificio, compreso nella pieve vicariale di Ghisalba, è citato con l'intitolazione ai Santi Nazario e Celso. La chiesa venne modificata e ampliata nel 1662.
Dalla relazione della visita pastorale dell'arcivescovo metropolita di Milano san Carlo Borromeo s'apprende che i fedeli della parrocchia di Urgnano erano 1800, scesi a 1670 nel 1666. All'inizio del XVII secolo la parrocchiale venne ceduta dal vicariato di Ghisalba a favore di quello di Spirano. Nel 1758 il consiglio comunale di Urgnano decise con una delibera datata 30 aprile di far riedificare la chiesa. La nuova chiesa parrocchiale venne costruita su progetto di Alessandro Alessandri e sotto la supervisione di Giovanni Moroni da Ponte San Pietro, con la posa della prima pietra il 6 maggio 1762 e il 19 gennaio 1783 fu deciso che dal 30 settembre del medesimo anno, si potessero celebrare le prime funzioni, anche se la costruzione della chiesa non fosse stata ultimata. Il coro fu infatti edificato solo nel 1794.
La nuova torre campanaria fu eretta tra il 1824 ed il 1829. Il 1º maggio 1834 il vescovo Carlo Gritti Morlacchi consacrò il nuovo concerto, composto da otto campane, da installarsi nel campanile. Nel 1874 la chiesa venne finalmente consacrata dal vescovo di Bergamo Pier Luigi Speranza. Il 28 giugno 1971 la parrocchiale passò dalla vicaria di Spirano alla neo-costituita zona pastorale XVII, per poi essere aggregata nel 1979 al vicariato di Spirano-Verdello, nel quale è tuttora compresa.
Nel 2023 la Chiesa ha subito un importante intervento di restauro, in quanto il degrado delle statue situate sulla facciata stava mettendo a rischio l'incolumità dei fedeli. L'intervento è stato realizzato grazie al contributo della Fondazione Cariplo, con il suo bando "SOS Patrimonio" ed è stato svolto dall'azienda bergamasca Orpimento S.r.l.

## Descrizione

### Esterno e campanile
Esternamente si presenta con una facciata in pietra e con un campanile, detto campanile del Cagnola, dal nome del suo progettista Luigi Cagnola in stile neoclassico alto 54 metri e costruito dal 1824 al 1829. Ospita un concerto di 12 campane in si♭2, fuse dalla fonderia Bizzozero di Varese nel 1834 (in origine erano otto campane). Le due campane maggiori e l'allora piccola vennero requisite durante la seconda guerra mondiale, poi ripristinate dalla fonderia Ottolina di Bergamo nel 1947; nel 1986 furono aggiunte le tre campane minori, da parte della fonderia Capanni di Castelnovo ne' Monti; nel 2001 fu aggiunta la settima minore (il semitono), sempre a opera della fonderia Capanni, diventando uno dei concerti di campane più grandi della Lombardia.
La torre campanaria in ceppo gentile di Brembate, si presenta a forma cilindrica posta su tre livelli ognuno con otto nicchie che ospitano statue di santi separate da colonne con capitelli che nel primo livello sono in stile dorico, poi ionico e nella cella campanaria in stile corinzio. La struttura termina con la balconata dove vi sono otto cariatidi che sostengono la copertura circolare. Il campanile è composto da una doppia torre, all'interno infatti vi è una struttura identica con la scala a chiocciola composta da 235 gradini, atta a sostenere l'intera opera.

### Interno
Opere di pregio conservate all'interno della chiesa sono gli affreschi di Vincenzo Angelo Orelli, la Pietà con i misteri del rosario attribuito alla bottega del Tintoretto, il dipinto San Nazario e Celso condannati alle verghe eseguito da Enrico Scuri, la Via Crucis e Gesù scaccia i mercanti dal tempio di Francesco Capella e L'invenzione da parte di sant'Ambrogio delle reliquie dei santi Nazario e Celso, opera di Giacomo Trecourt. La chiesa ospita il più grande organo settecentesco costruito in Italia, e la tela Visione di Sant'Antonio da Padova e angeli di Carlo Ceresa.

#### Organo
È opera di Giuseppe (II) Serassi, che lo completò nel 1798. La decisione di inserire nella chiesa un nuovo organo, fu presa il 22 gennaio 1786, solo quattro anni dopo furono eletti i deputati all'organo ma fin da subito vi fu la volontà di dotare la chiesa di un organo che fosse il più grande della bergamasca. La scelta cadde sul Serassi proprio per la grande fama di cui godeva: citazione|artefice ben noto a Bergamo, Stato veneto e paesi esteri. La convenzione con l'autore e i deputati riporta espressamente: ben concertato, di voce dolce, armonioso e perfettamente finito e che non avrebbe dovuto aver pari, ma esser superiore ad ogni altro che si trovava in qual momento nella città e territorio di Bergamo. Dato il tempo intercorso dalla sua progettazione, realizzazione nel 1790 e collocazione solo nel 1708, ebbe molte modifiche fino a raddoppiando dalla misura iniziale di 16 piedi a 32. L'organo fu il più grande costruito nel XVIII secolo da Giuseppe Serassi, scriverà infatti: 
(Giuseppe Serassi, Sugli Organi, Lettere 1816)
Profondamente alterato nel 1930, è stato riportato a una forma vicina all'originaria con il restauro terminato nel 2013